# Tunnel Bad Cannstatt
Der Tunnel Bad Cannstatt (inzwischen auch Tunnel Cannstatt, Fernbahntunnel Cannstatt) ist ein etwa 3,8 km langer Eisenbahntunnel, der im Zuge von Stuttgart 21 zusammen mit der neuen Neckarbrücke den Hauptbahnhof mit dem Bahnhof Stuttgart-Bad Cannstatt verbindet. Er übernimmt damit die Funktion des bisherigen Rosensteintunnels als Fernbahnzufahrt von Bad Cannstatt zum Hauptbahnhof.
Der Bauauftrag wurde im März 2012 vergeben. Im Februar 2013 begannen die Bauarbeiten am Zwischenangriff Nord; ein Jahr später im Februar 2014 wurde vom Zwischenangriff aus mit dem Vortrieb begonnen und am 21. März 2014 folgte mit dem Tunnelanschlag der symbolische Baubeginn.
Der Tunnel umfasst insgesamt 9,1 km Fahrtunnel und Querschläge.
Der zweigleisige Abschnitt zwischen Rosensteinpark und dem Neckarportal bei Bad Cannstatt wurde im Dezember 2018 begonnen und im Februar 2020 abgeschlossen. Am 19. Dezember 2016 wurde der erste Durchschlag zum Hauptbahnhof (vom Nordbahnhof kommend), in der Oströhre gefeiert, der Durchschlag der Weströhre erfolgte im Februar 2020.

## Verlauf
Der Tunnel schließt an den Hauptbahnhof Stuttgart an. Für rund 300 m verläuft der Tunnel, zusammen mit dem Tunnel Feuerbach in zwei je zweigleisigen Röhren. Anschließend trennen sich die beiden Tunnel. Der Tunnel folgt abschnittsweise dem Verlauf der Gäubahn und unterquert im weiteren Verlauf den Rosensteinpark. Im Kreuzungsbauwerk Ehmannstraße nahe der gleichnamigen Straße wird der Tunnel über den neuen Rosensteintunnel geführt, durch den die S-Bahn-Strecke Richtung Bad Cannstatt verlaufen soll. Die beiden eingleisigen Röhren des Tunnels Bad Cannstatt münden anschließend in eine gemeinsame, zweigleisige, Röhre. 0,2 km vor dem Cannstatter Portal ist ein einfacher Gleiswechsel, vom Regelgleis vom Hauptbahnhof ins Gegengleis Richtung Bad Cannstatt, geplant, der mit 65 km/h befahren werden kann.
Das Bauwerk erreicht schließlich eine Parallellage zum neuen Rosensteintunnel der S-Bahn und endet in einer zweigleisigen Röhre an der Neckarbrücke.
Geologisch durchörtert der Tunnel, vom Hauptbahnhof ausgehend, eine Anhydritlinse, anschließend Schichten ausgelaugten Gipskeupers.

Der Tunnel schließt in nordwestlicher Richtung mit zwei getrennten Röhren an den Hauptbahnhof an (im Bild links oben).
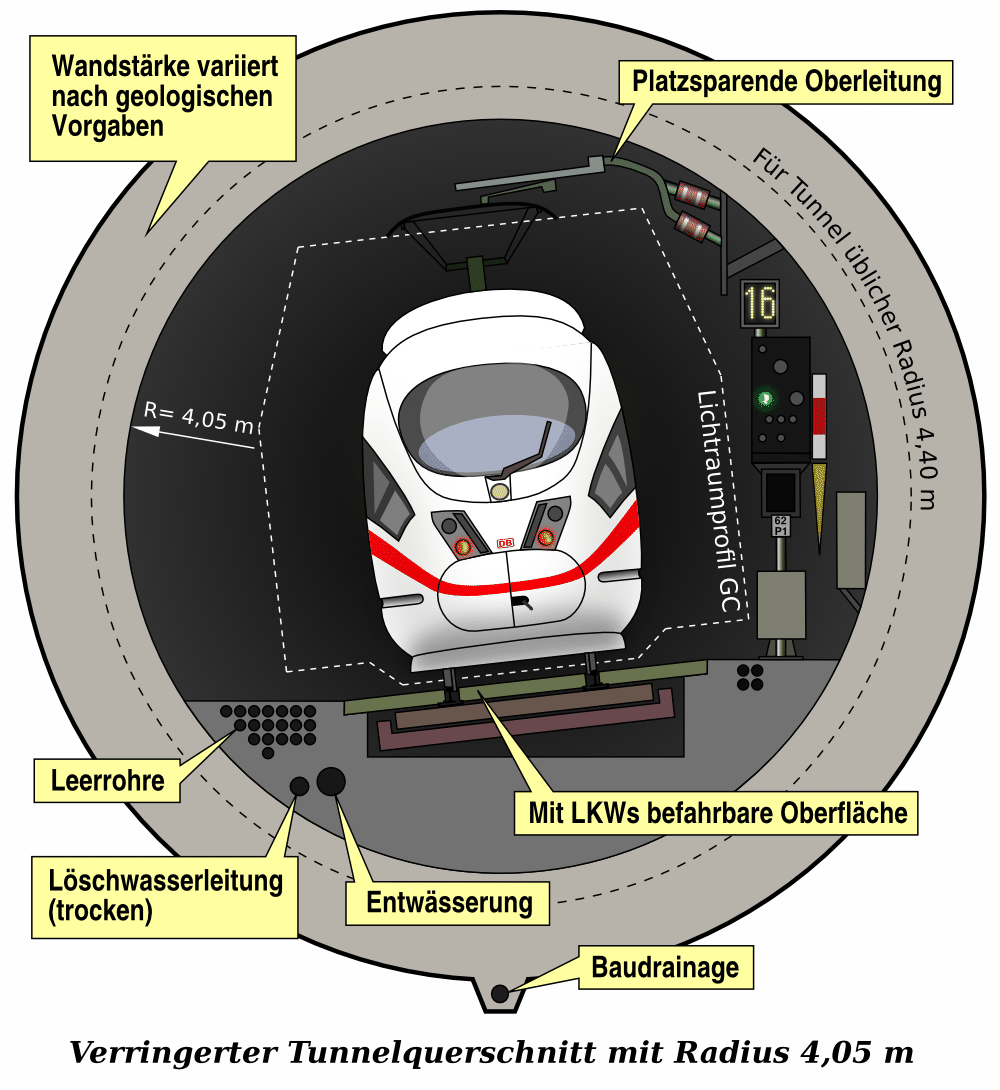
1998[12] entwickelter Sonderquerschnitt mit 4,05 m Innenradius

### P-Option
| Streckennummer (DB): | 4806                      |                                                                        |                                                                        |
| Spurweite: | 1435 mm (Normalspur)      |                                                                        |                                                                        |
| Streckenklasse: | D4                        |                                                                        |                                                                        |
| Stromsystem: | 15 kV 16,7 Hz ~           |                                                                        |                                                                        |
| Streckengeschwindigkeit: | 80 bis 100 km/h           |                                                                        |                                                                        |
| Zugbeeinflussung: | ETCS Level 2 ohne Signale |                                                                        |                                                                        |
| Zweigleisigkeit: | durchgehend               |                                                                        |                                                                        |
| |                           |                                                                        |                                                                        |
| \| \| \| von Stuttgart Hbf (Tunnel Bad Cannstatt; in Bau) \| \| \| \| \| Stuttgart Presselstraße (Abzw; in Bau) \| \| \| \| \| nach Stuttgart-Bad Cannstatt (Tunnel Bad Cannstatt; höhenfrei; in Bau) \| \| \| \| \| Tunnel Wartberg (geplant) \| \| \| \| \| von Stuttgart Hbf tief (S-Bahn) \| \| \| \| \| von Stuttgart Hbf (oben) \| \| \| \| \| \| \| \| \| \| Stuttgart Pragtunnel (Abzw) \| \| \| \| \| nach Bietigheim-Bissingen (S-Bahn) \| \| \| \| \| nach Bretten \| \| \| \| \| \| \| \| Quellen: [13] \| \| \| \| |                           |                                                                        |                                                                        |
| Strecke (außer Betrieb) (im Tunnel) |                           | von Stuttgart Hbf (Tunnel Bad Cannstatt; in Bau)                       | von Stuttgart Hbf (Tunnel Bad Cannstatt; in Bau)                       |
| Blockstelle (Strecke außer Betrieb) (im Tunnel) |                           | Stuttgart Presselstraße (Abzw; in Bau)                                 | Stuttgart Presselstraße (Abzw; in Bau)                                 |
| Abzweig geradeaus und nach rechts (Strecke außer Betrieb) (im Tunnel) |                           | nach Stuttgart-Bad Cannstatt (Tunnel Bad Cannstatt; höhenfrei; in Bau) | nach Stuttgart-Bad Cannstatt (Tunnel Bad Cannstatt; höhenfrei; in Bau) |
| Verschwenkung von links (Strecke außer Betrieb) (im Tunnel) |                           | Tunnel Wartberg (geplant)                                              | Tunnel Wartberg (geplant)                                              |
| Kreuzung Streckenende (Strecke geradeaus außer Betrieb) (im Tunnel) · Strecke von rechts |                           | von Stuttgart Hbf tief (S-Bahn)                                        | von Stuttgart Hbf tief (S-Bahn)                                        |
| Abzweig ehemals geradeaus und von rechts · Strecke |                           | von Stuttgart Hbf (oben)                                               | von Stuttgart Hbf (oben)                                               |
| Verschwenkung nach links · Verschwenkung nach rechts |                           |                                                                        |                                                                        |
| ehemalige Blockstelle |                           | Stuttgart Pragtunnel (Abzw)                                            | Stuttgart Pragtunnel (Abzw)                                            |
| Abzweig geradeaus und nach links |                           | nach Bietigheim-Bissingen (S-Bahn)                                     | nach Bietigheim-Bissingen (S-Bahn)                                     |
| Strecke |                           | nach Bretten                                                           | nach Bretten                                                           |
| |                           |                                                                        |                                                                        |
| Quellen: |                           |                                                                        |                                                                        |

Eine betriebliche Untersuchung zur Bemessung des achtgleisigen Stuttgarter Hauptbahnhofs und seiner Zulaufstrecken von 1997 zeigte auf, dass der Hauptbahnhof für eine Nennleistung von 32 bis 35 Zügen pro Stunde ausreichend bemessen sei. Um eine Nennleistung von bis zu 39 Gleisbelegungen pro Stunde „bei noch guter Betriebsqualität“ zu ermöglichen, wurde die „Netzvariante P“ mit einem „viergleisige[n] Ausbau des Pragtunnels“ vorgesehen. Dies wurde auch im 2005 ergangenen Planfeststellungsbeschluss für den Hauptbahnhof festgehalten.

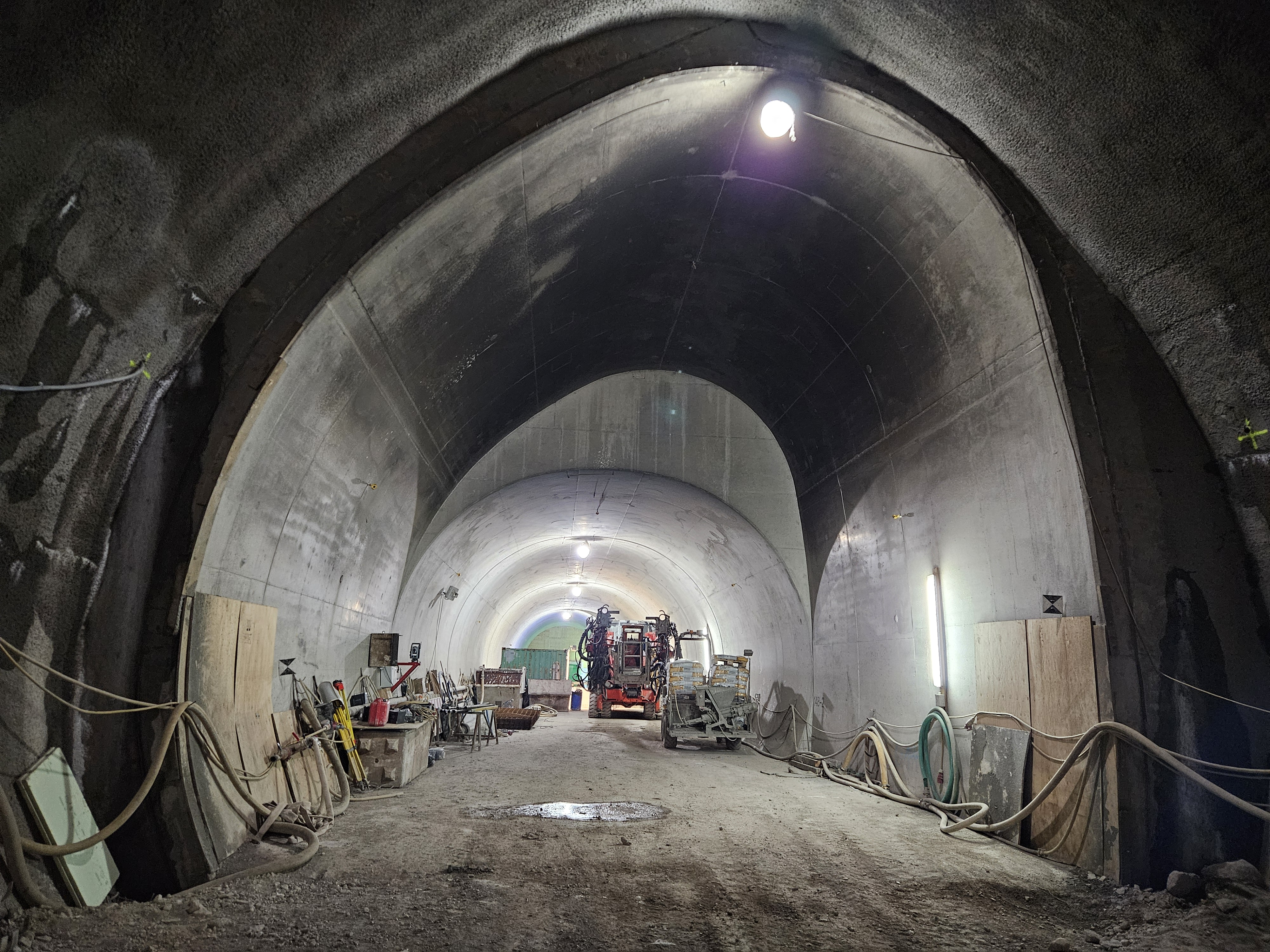
Übergang vom erweiterten Querschnitt (Mitte) zum Regelquerschnitt (hinten) in der westlichen Röhre (Bauzustand Dezember 2023)

Im Rahmen dieser Option waren beim Bau des Tunnels Bad Cannstatt Vorkehrungen getroffen, um später eine zusätzliche zweigleisige Verbindung zwischen dem Hauptbahnhof und Feuerbach – über den Pragtunnel und den Nordbahnhof – anlegen zu können, die aus dem Tunnel Bad Cannstatt ausschleifen würde. Damit sollte die Neubaustrecke aus Mannheim auf eigenen Gleisen von Zuffenhausen bis zum Tunnel Bad Cannstatt verlängert und über dessen Gleise in den Hauptbahnhof eingeführt werden. Die Anbindung an das bestehende Netz war dabei in der Nähe des Portals des bestehenden Pragtunnels in Feuerbach angedacht.
Beim Bau des Tunnels Bad Cannstatt sollten als Vorleistungen für diese Option die Tunnelquerschnitte, unterhalb des Geländes zwischen Nordbahnhof und Pragfriedhof, aufgeweitet werden. Die (höher liegende) Südröhre soll dabei auf einer Länge von rund 50 m um einen Meter aufgeweitet werden. Die (tiefer liegende) Nordröhre sollte dagegen auf einer Länge von rund 100 m nicht nur verbreitert, sondern auch in ihrer Höhe von 8 auf etwa 12 m angehoben werden. Dabei sollte ein vorübergehender Mittelpfeiler errichtet werden, der bei Realisierung der Option herausgetrennt werden würde. Vollwertige Verzweigungsbauwerke wurden letztlich nicht vorbereitet.
Die Ausfädelung aus der Südröhre liegt bei Baukilometer km −2,14.
Der mit der Schlichtung des Projekts Stuttgart 21 betraute Heiner Geißler schlug in seinem Schlichterspruch am 30. November 2010 vor, die P-Option zu realisieren. Die spätere Realisierung der P-Option sei nach DB-Angaben „ohne wesentlichen Eingriff in den Bahnbetrieb“ möglich.
Das aus der südlichen (nach Bad Cannstatt führenden) Röhre ausscherende Gleis Richtung Pragtunnel würde dabei die Nordröhre (aus Bad Cannstatt) überqueren. Die Nordröhre liegt in diesem Bereich daher in einer tieferen Höhenlage.
Im Zuge des Deutschlandtakts ist inzwischen der 10 km Fernbahntunnel Nordzulauf geplant, der aus dem Tunnel Feuerbach ausfädelt, Zuffenhausen und die A 81 unterquert und nördlich von Münchingen in die Schnellfahrstrecke nach Mannheim einfädelt. Um den neuen Fernbahntunnel mit dem Tunnel Feuerbach zu verbinden, wäre dieser vorübergehend zu sperren. Damit der Hauptbahnhof in dieser Zeit von Norden erreichbar ist, müsste zunächst die P-Option gebaut werden. Eine Kapazitätserweiterung im Nordzulauf stünde aufgrund der mit dem Digitalen Knoten Stuttgart verkürzten Zugfolgezeiten als Zweck der P-Option „nicht mehr im Vordergrund“.
Die Planung zur Herstellung eines Anschlussbereichs an den Tunnel Bad Cannstatt wurde im Dezember 2020 ausgeschrieben und im März 2021 vergeben. Untersucht und bewertet werden sollen mehrere Varianten für eine vorgezogene, erweiterte Vorbereitung des Baus der P-Option, der den Anschluss an den Tunnel Cannstatt vor dessen Inbetriebnahme zulässt und die weitere Trassen- und Gradientenwahl offenlässt. Beplant werden sollen in beiden Röhren jeweils ca. 240 m sowie zwei Stollen von ca. 10 und ca. 75 m Länge zum bestehenden Zwischenangriff Nord. Die Planung erfolgt im Auftrag des Landes Baden-Württemberg im Zusammenhang mit dem Deutschlandtakt. Eine Finanzierungsvereinbarung mit dem Bund soll im Juni 2021 geschlossen werden. Der Anschluss soll möglichst ab 2023 hergestellt werden, um Auswirkungen auf den Bahnbetrieb im Tunnel Bad Cannstatt zu vermeiden und die Auswirkungen auf den Städtebau zu verringern. Im Juli 2022 kündigte das Land Baden-Württemberg an, die DB Netz mit der weiteren Planung sowie der Realisierung einer ersten Baustufe zu beauftragen. Diese umfasst zwei je 110 m lange Aufweitungsbereiche, zwei jeweils eingleisige und je ca. 300 m lange Tunnelröhren, ein Verbindungsbauwerk und einen temporären Zugangsstollen. Die Aufweitungsbereiche haben eine Querschnittsfläche von bis zu 193 m².
Für die Vorabmaßnahmen wurde im Oktober 2022 ein Planänderungseintrag eingereicht und im Oktober 2023 genehmigt. Die bauliche Umsetzung sollte Anfang 2024, in der Röhre von Bad Cannstatt zum Hauptbahnhof, beginnen. Die westliche Röhre der P-Option, die bauzeitlich als Dagmar-Tunnel bezeichnet wird, wurde am 7. November 2023 angeschlagen.
Im Jahr 2022 war noch eine Inbetriebnahme von Stuttgart 21 Ende 2025 geplant. Da die Bauvorleistungen für die P-Option nicht bis dahin fertiggestellt seien sollten, war vorgesehen, bis Ende 2027 den Tunnel Bad Cannstatt nur eingleisig zu betreiben. Im Juni 2024 kündigte die Deutsche Bahn an, die größten Teile von Stuttgart 21 erst Ende 2026 in Betrieb zu nehmen. Vorgesehen war, den Tunnel Bad Cannstatt sofort zweigleisig in Betrieb zu nehmen, die Bauvorleistungen für die P-Option sollen bis dahin abgeschlossen sein. Bereits ab Juli 2026 sollte der Tunnel mit Leit- und Sicherungstechnik befahrbar sein. Der erste Anschlussstutzen war Anfang April 2025 im Rohbau fertiggestellt, beim zweiten lief der Einbau der Innenschale. Im Juli 2025 wurde die Inbetriebnahme des Tunnels (mit beiden Gleisen) auf November 2027 verschoben.
Für den Abzweig aus der Röhre Stuttgart–Bad Cannstatt sowie für die eigentlichen Tunnel der P-Option, die inzwischen als Tunnel Wartberg bezeichnet werden, wird ein eigenes Genehmigungsverfahren durchgeführt. Für das Verzweigungsbauwerk in der zweiten Röhre und einen etwa 20 m langen, daran anschließenden Tunnelabschnitt wurde im Dezember 2023 das Planrecht beantragt. Im Januar 2025 folgte der Planrechtsantrag für den Planfeststellungsabschnitt 1, der im Wesentlichen den rund 600 m langen bergmännischen Teil der P-Option umfasst. Die zugehörigen Unterlagen liegen vom 7. April bis 6. Mai 2025 aus, die Einwendungsfrist läuft bis 23. Juni 2025. Im März 2025 wurde die Ausführungsplanung für den 2. Abschnitt der P-Option ausgeschrieben.
Für die P-Option sind, zum Preisstand von 2015, Investitionen von 167 Millionen Euro vorgesehen. Laut einem Entwurf für die Infrastrukturliste des 3. Gutachterentwurfs zum Deutschlandtakt diene die P-Option der „Kapazitätsausweitung für Mehrverkehr SPNV“, ferner sei die Strecke eine „mögliche Entlastungsstrecke während der Bauphase des neuen Nordzulaufs“. Das Land Baden-Württemberg ist laut einer Absichtserklärung vom Juli 2022 bereit, die bis 2028 entstehenden Kosten der P-Option vorzufinanzieren, um eine unverzügliche Realisierung der ersten Baustufe zu gewährleisten. Laut Angaben des Bundes liefen im Juli 2022 noch Prüfungen, inwieweit die P-Option in den Bedarfsplan für die Bundesschienenwege aufgenommen werden könne. Das Projekt soll nach Angaben von 2023 nunmehr gemäß Gemeindeverkehrsfinanzierungsgesetz finanziert werden.

## Geschichte

### Planung

#### Machbarkeitsstudie
In der 1995 vorgestellten Machbarkeitsstudie zu Stuttgart 21 war zunächst nur eine teilweise Führung der Trasse zwischen Bad Cannstatt und Hauptbahnhof in Tieflage vorgesehen.

#### Raumordnungsverfahren
Auch in das im Dezember 1996 aufgenommene Raumordnungsverfahren war ursprünglich eine kombinierte Tunnel- und Brückentrasse eingebracht worden. Aus dem Vorprojekt von 1995 und dem Raumordnungsverfahren war – im Rahmen der so genannten Variante S5 – vorgesehen, die Fernbahnstrecke zwischen Hauptbahnhof und Bad Cannstatt über den Pragfriedhof, den äußeren Nordbahnhof und den (dreistöckigen) Bahnhof Stuttgart Mittnachtstraße zu führen. Im weiteren Verlauf sollte die Röhre nahtlos an den um etwa 200 m zu verlängernden Rosensteintunnel anschließen und über die bestehende Neckarbrücke nach Bad Cannstatt führen. Dabei sollten zwei eingleisige Röhren aus dem Hauptbahnhof herausführen, die im Bereich der Kreuzung mit dem S-Bahn-Tunnel Richtung Feuerbach zu einem zweigleisigen Tunnel bis zum Neckarhang des Rosensteinparks geführt werden. Die Raumordnungstrasse sah darüber hinaus den Übergang der zweigleisigen zu eingleisigen Tunnelröhren unter dem Kriegsberg vor.
Auch die P-Option ging als Forderung aus dem Raumordnungsverfahren hervor.
Mit Feststellung der Raumverträglichkeit im September 1997 machte die Zulassungsbehörde der Vorhabenträgerin zur Auflage, eine durchgehende Untertunnelung unter wasserwirtschaftlichen und wirtschaftlichen Aspekten zu prüfen. Gegebenenfalls sei diese Variante der Tunnel-Brücken-Kombination zu bevorzugen.
Die S5-Variante wurde schließlich verworfen. Nach DB-Angaben waren unter anderem die aufwändige dreistöckige Ausführung des Bahnhofs Mittnachtstraße, Eingriffe in den Rosensteinpark (notwendiger offener Tunnelbau am Schloss Rosenstein) und die Verlegung des Abstellbahnhofs nach Untertürkheim vor Beginn der Bauarbeiten im Bereich des Bestandsbahnhofs dafür ausschlaggebend.

#### Planfeststellungsverfahren
Die in das Planfeststellungsverfahren eingebrachte Trasse ist nach DB-Angaben gegenüber der Variante S5 etwa 10 Millionen Euro teurer. Gegenüber der Raumordnungstrasse wurde der bergmännisch vorzutreibende Teil mit zwei eingleisigen an Stelle einer zweigleisigen Röhre konzipiert und der in offener Bauweise zu erstellende Teil von 110 auf 260 m verlängert. Nach DB-Angaben kann damit der Übergang der zweigleisigen zu zwei eingleisigen Röhren in durchgehend offener Bauweise und damit kostengünstiger und mit weniger Risiken geschaffen werden. Darüber hinaus ist in der planfestgestellten Variante auch ein etwa 40 m langer Einschnitt am Neckarportal entfallen.
Nachdem im Bereich des zukünftigen Hauptbahnhof-Nordkopfes im Zuge der Baugrunderkundung eine Anhydritlinse gefunden worden war, wurde der Bahnhofskopf verkleinert und der Übergang zu den vier eingleisigen Röhren Richtung Hauptbahnhof verschoben. Auch die Unterquerung des Tunnels Feuerbach soll dadurch nicht mehr im Anhydrit liegen.
Der Tunnel ist Teil des Planfeststellungsabschnitts 1.5 des Projekts Stuttgart 21, für den der Planfeststellungsbeschluss am 29. Mai 2008 vorlag.
Mitte 2008 trat eine neue europäische Richtlinie zur Tunnelsicherheit in Kraft. Der maximale Abstand zweier Rettungsstollen, mit denen zwei Tunnelröhren miteinander verbunden werden, wurde dabei von zuvor 1000 auf 500 m gesenkt. Ende 2008 beantragte die Deutsche Bahn aufgrund des fortgeschrittenen Planungsstadiums des Tunnels eine Ausnahmegenehmigung. Inzwischen liegt der maximale Längsabstand bei 500 m.

#### Ausschreibung und Vergabe
Die gemeinsame Ausschreibung für den Rohbau des Tunnels (Fern- und S-Bahn) sowie des Tunnels Feuerbach wurde am 12. Oktober 2010 im Elektronischen Amtsblatt der Europäischen Union veröffentlicht. Der zu vergebende Bauvertrag sollte vom 14. April 2011 bis 30. November 2016 laufen. Die Deutsche Bahn rechnete im August 2011 damit, den Bauauftrag im Oktober oder November 2011 vergeben zu können. Die geplante Auftragsvergabe hatte sich durch Preisverhandlungen verzögert. Die Deutsche Bahn rechnete im Herbst damit, infolge von Nachbesserungen im Planfeststellungsabschnitt 1.5 die angestrebten Vergabesummen nicht erreichen zu können. Der Alpine-Konzern meldete Mitte Juni 2013 Insolvenz an. Die am Konsortium des Tunnels Bad Cannstatt beteiligte Alpine BeMO Tunneling GmbH sei von der Insolvenz jedoch nicht betroffen. Laut Angaben der Deutschen Bahn müssten die anderen an der Arbeitsgemeinschaft beteiligten Unternehmen in jedem Fall den Auftrag erfüllen.
Der Bauauftrag für den Tunnel Bad Cannstatt wurde am 12. März 2012 an eine Bietergemeinschaft unter Führung von Hochtief vergeben. Die weiteren Mitglieder der Arbeitsgemeinschaft sind die Unternehmen Alpine und Wayss & Freytag. Der formale Zuschlag erfolgte am 23. März 2012. Weiterer Teil des Auftrags ist der 1,2 km Tunnel zwischen dem Bahnhof Mittnachtstraße der Neckarbrücke Bad Cannstatt.
Die Vergabesumme beträgt 284,98 Millionen Euro. Insgesamt waren fünf Angebote eingegangen; das höchste Angebot lag dabei bei 308,88 Millionen Euro. Der Vergabepreis sei, außer für Stahl, ein Festpreis. Nach eigenen Angaben habe das Vergabeziel der Deutschen Bahn bei 300 Millionen Euro gelegen.
Am 2. Mai 2012 begann die Deutsche Bahn nach eigenen Angaben damit, an die Eigentümer der vom Projekt betroffenen Grundstücke Einverständniserklärungen über die Inanspruchnahme ihrer Grundstücke zu verschicken. Über Entschädigungen sollte laut Bahnangaben erst später verhandelt werden. Der Stuttgarter Haus- und Grundbesitzerverein warnte die Eigentümer davor, leichtfertig solche Einverständniserklärungen zu unterschreiben.
2018 wurde das Budget des gesamten Planfeststellungsabschnitts 1.5, zu dem der Tunnel gehört, mit rund 1,8 Milliarden Euro angegeben.

#### Planänderungsverfahren
Im Rahmen einer Planänderung wurde um 2004 ein zunächst im Rosensteinpark, nahe dem Schloss Rosenstein, platzierter Rettungsschacht an die Ehmannstraße verlegt.
Nachdem sechs Bäume von Juchtenkäfern bewohnt sind und nicht gefällt werden dürfen, stellte die Deutsche Bahn für entsprechende Anpassungen einen Antrag für die 12. Planänderung im Planfeststellungsabschnitt 1.5. Dieser wurde nach einer ersten Durchsicht vom Eisenbahn-Bundesamt (EBA) abgelehnt. Ein neuer Antrag sei nach EBA-Angaben erforderlich. Am Rosensteinportal des Tunnels sollen mehrere Bäume gefällt werden, auf denen Larven des Juchten- bzw. Rosenkäfers vermutet worden seien. Dafür sei eine Ausnahmegenehmigung erforderlich, für die laut Bahnangaben bis zu zwei Jahre erforderlich seien. Für die Fällung der Bäume am Schloss Rosenstein wurde schließlich eine Ausnahmegenehmigung bei der Europäischen Union beantragt.
Am 19. März 2014 genehmigte das Eisenbahn-Bundesamt mit der 14. Planänderung im Planfeststellungsabschnitt 1.5 eine durchgehende bergmännische Bauweise im Bereich des Abstellbahnhofs. Die Deutsche Bahn hatte dies am 19. Dezember 2013 beantragt.
Am 5. September 2014 erging der Bescheid über die 11. Planänderung im Abschnitt 1.5, der es erlaubt, auf Hebungsinjektionen an drei Gebäuden an der Pressel- und Heilbronner Straße unter Umständen zu verzichten. Der Antrag war am 21. Dezember 2012 gestellt und die Unterlagen im Jahr 2013 mehrfach überarbeitet worden. Laut Bahnangaben könne aufgrund besser als erwarteter Untergrundverhältnisse auf Hebungsinjektionen im Bereich der Presselstraße verzichtet werden. Diese sollten nur noch erfolgen, wenn Messungen große Senkungen ergäben.
Am 22. September 2014 erging der Bescheid über die 6. Planänderung im Planfeststellungsabschnitt 1.5, der eine Veränderung der während der Bauphase höchstens zu entnehmenden Grundwassermengen und eine Anpassung des Grundwassermanagements zur Folge hat.
Nachdem im Bereich der geplanten Baustelle für das Kreuzungsbauwerk Ehmannstraße Juchtenkäfer nachgewiesen wurden, erfolgte eine Umplanung mit zwei kleineren Baugruben. Eine ist weiterhin im Rosensteinpark vorgesehen, die andere auf dem Gelände des Abstellbahnhof am Rosensteinpark. An Stelle eines großen Schachtes seien nunmehr zwei kleine Schächte vorgesehen. Damit könne auf eine Verlegung der Ehmannstraße verzicht werden.

### Bau

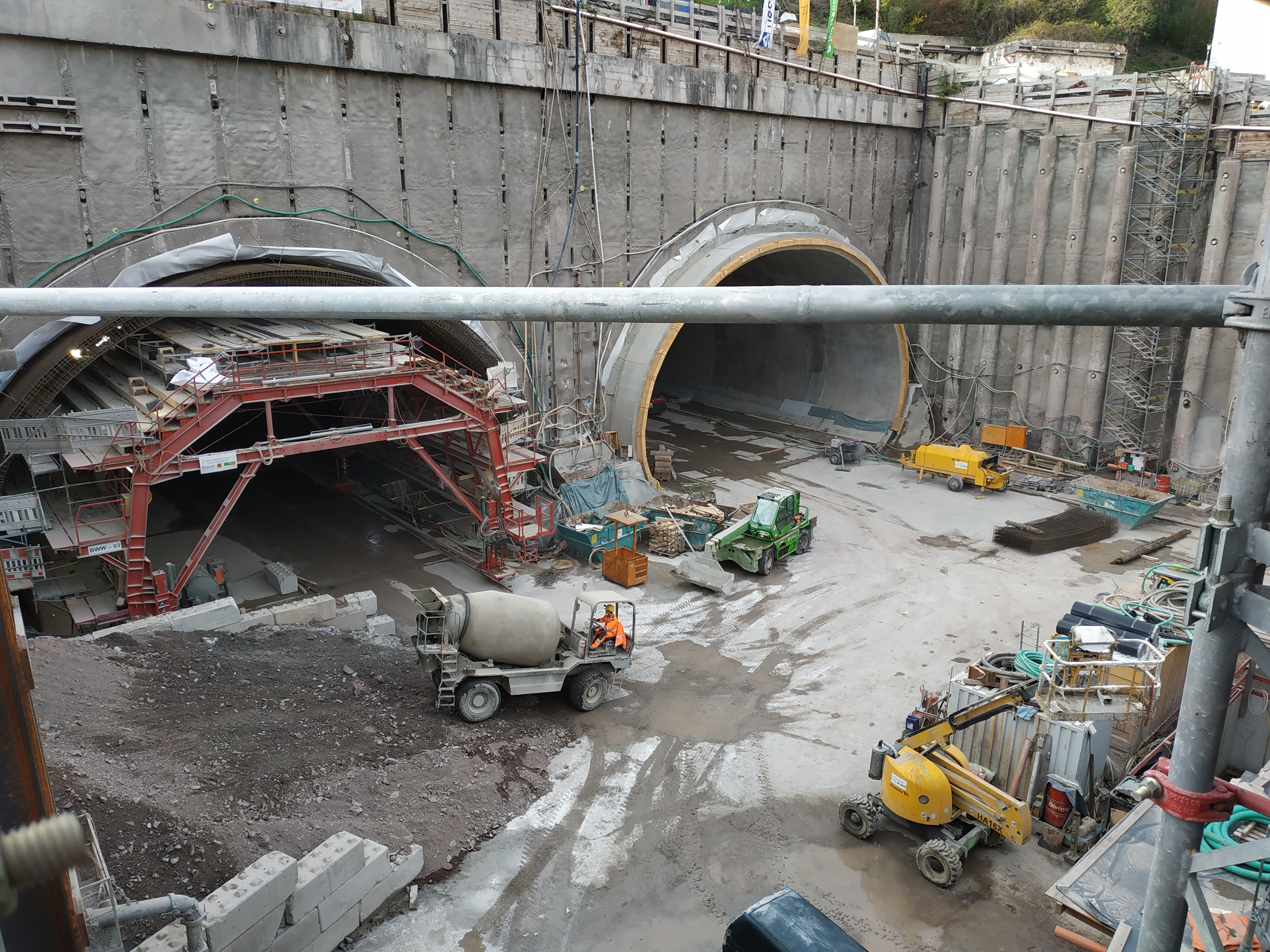
Querschnitt für zwei Stadteinwärtsgleise (links) und zwei Stadtauswärtsgleise (rechts) am Übergang von der bergmännischen zur offenen Bauweise (Bauzustand 2019)

Im Anschluss an die neue Neckarbrücke wurden die Röhre zunächst auf etwa 60 m Länge in offener Bauweise mit einem Hufeisenprofil angelegt. Der anschließende Bereich wurde in bergmännischer Bauweise errichtet, um den Rosensteinpark zu schonen. Der Vortrieb für den Tunnel erfolgte vom Nordkopf des Hauptbahnhofs und vom Zwischenangriff Nord am Nordbahnhof aus.
Die Ehmannstraße wurde während der Bauzeit verlegt.

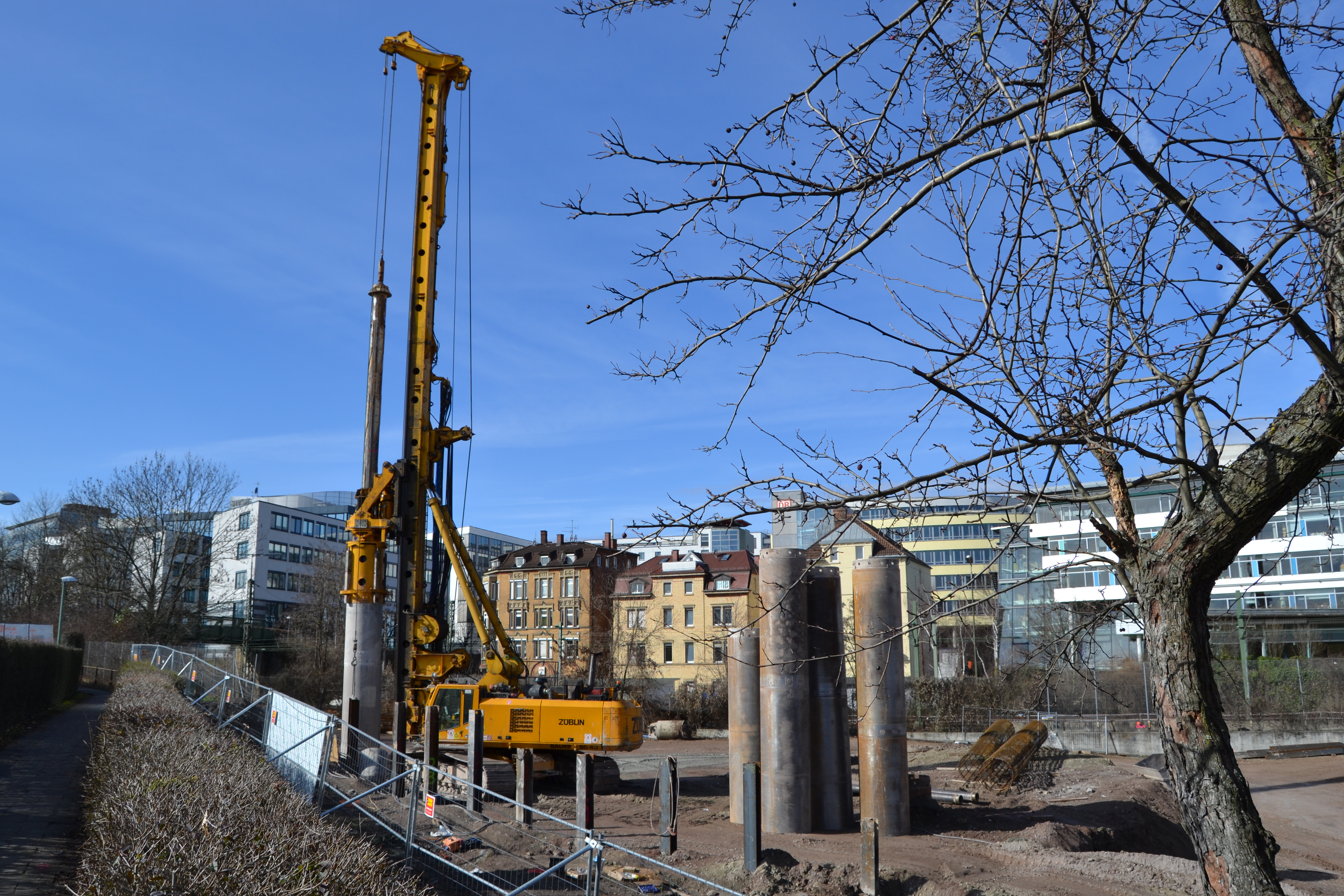
Arbeiten am Zwischenangriff Nord im März 2013

Nach dem Planungsstand von Anfang 2012 sollte die Baufeldfreimachung noch 2012, die Bauarbeiten Anfang 2013 beginnen. Im Februar 2013 begannen mit der Sicherung des Baugrundes die Bauarbeiten am Zwischenangriff Nord. Im Oktober 2013 wurde der Zwischenangriff fertiggestellt. Da ein Planänderungsverfahren noch nicht abgeschlossen war, konnte der Hauptvortrieb vorerst (Stand: November 2013) noch nicht beginnen. Der Vortriebsbeginn für das Verbindungsbauwerk (über ein Verbindungsbauwerk werden vom Zwischenangriff aus die Hauptröhren erreicht) in Richtung Hauptbahnhof wurde Ende November 2013 für Februar 2014 und in Richtung Bad Cannstatt für März 2014 geplant. Die Vortriebsarbeiten begannen schließlich im Februar 2014.
Den symbolischen Tunnelanschlag am Zwischenangriff Nord nahm Tunnelpatin Simone Herrmann am 21. März 2014 vor. Sie ist Ehefrau des Präsidenten der Regionalversammlung des Verbands Region Stuttgart, Thomas Bopp. Laut Bahnangaben hätten die Bauarbeiten Ende August 2014 für rund eine Woche angehalten werden müssen, da Genehmigungen für Planänderungen gefehlt hätten.
Anfang Dezember 2014 waren rund 900 Meter des Tunnels vorgetrieben. Beim Setzen von Ankern für das Entrauchungsbauwerk wurde am 14. Juli 2015 ein Rohr beschädigt; 400.000 Liter Wasser liefen auf die Heilbronner Straße. Nach rund 740 Metern Vortrieb wurde der obere Teil des Querschnitts des Vortriebs vom Nordbahnhof nach Bad Cannstatt, in der zukünftig von Zügen Richtung Hauptbahnhof genutzten Röhre, im Februar 2016 durchgeschlagen. Es war der erste Durchschlag eines Stuttgart-21-Tunnels.

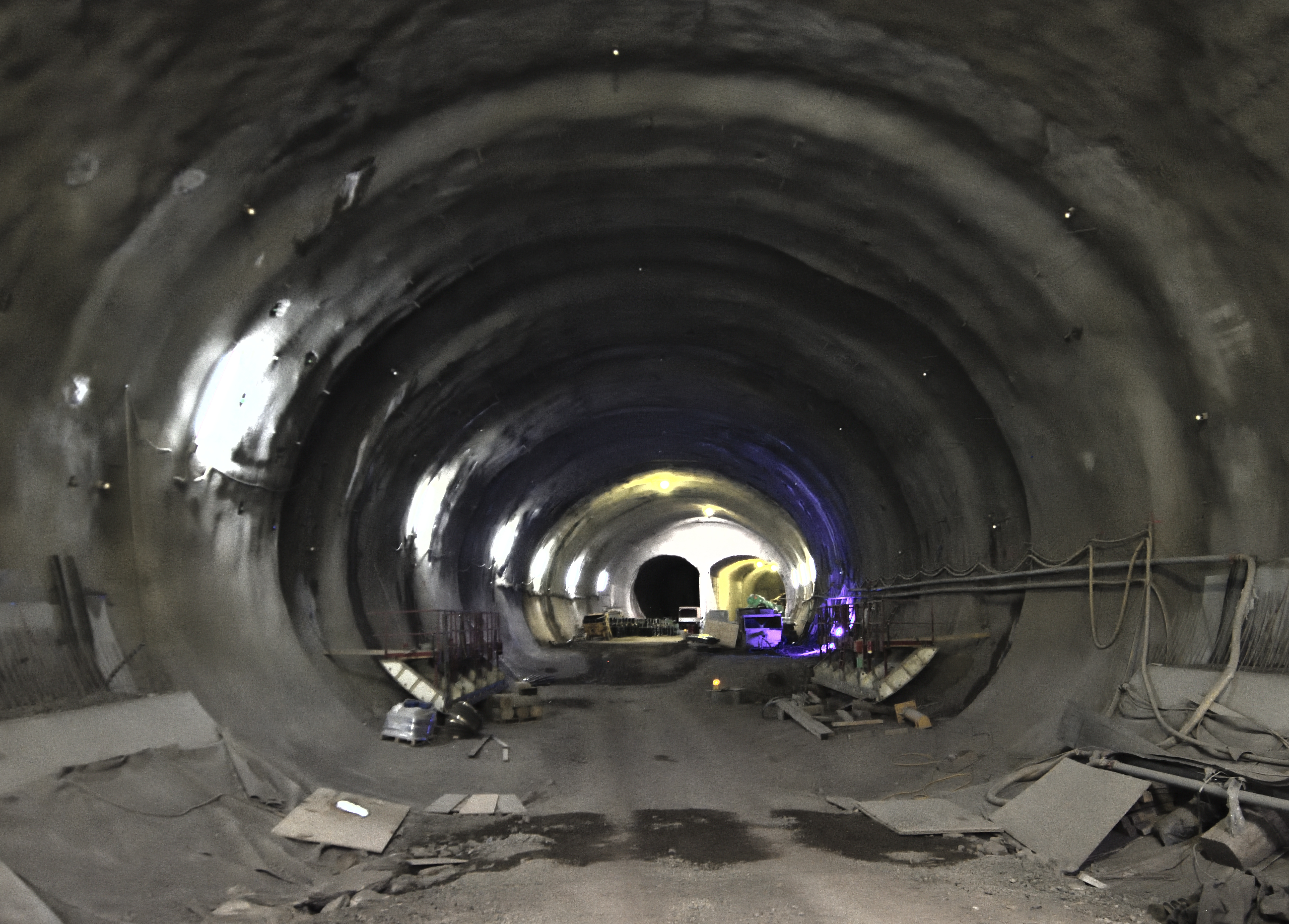
Hauptbahnhof, zukünftiger Ausfahrbereich Richtung Feuerbach (links) und Bad Cannstatt (rechts), Januar 2018

Am 19. Dezember 2016 wurde nach 33 Monaten Bauzeit die Ost-Röhre zwischen dem Zwischenangriff Rosenstein, der auf Bad Cannstatter Gemarkung liegt, und dem geplanten Hauptbahnhof durchgeschlagen. Der Durchschlag erfolgte 70 m unter der Birkenwaldstraße und wurde als "erster Tunneldurchschlag im Projekt Stuttgart 21" gefeiert. Unter den rund 500 Festgästen waren unter anderem Bahnchef Rüdiger Grube, der Stuttgarter Oberbürgermeister Fritz Kuhn, Innenminister Thomas Strobl und der CDU-Bundestagsabgeordnete Norbert Barthle. Am 10. Oktober 2017 wurde der Vortrieb in der Oströhre durchgeschlagen. Zu diesem Zeitpunkt waren insgesamt 5,1 km der beiden Tunnelröhren aufgefahren.

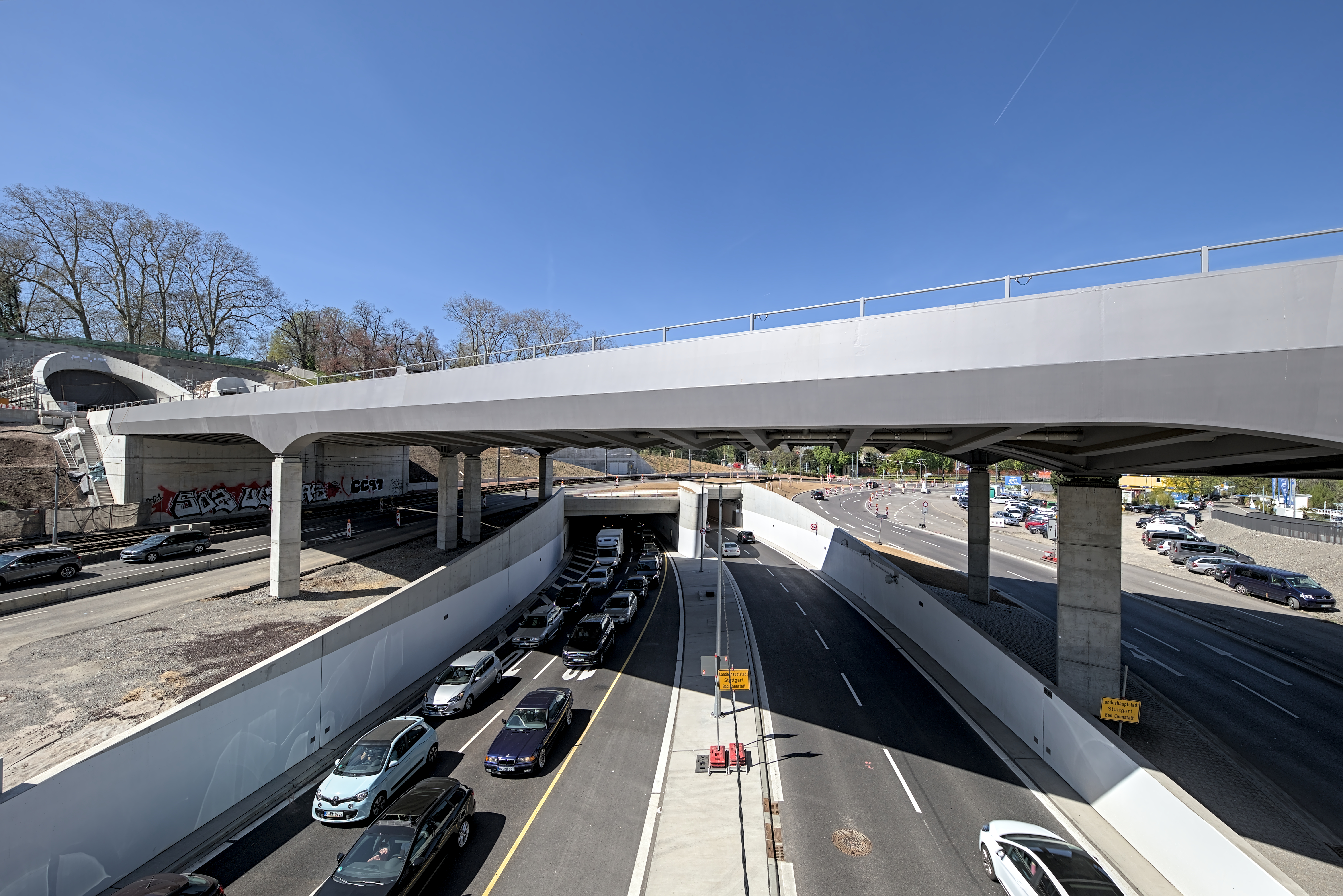
Östliches Tunnelportal mit daran anschließender Neckarbrücke. Darunter der Rosenstein-Straßentunnel, April 2022

Für die Vervollständigung des Vortriebs dieser Röhre bis zum Portal auf Bad Cannstatter Seite lag noch keine Baugenehmigung vor. Grund dafür sind unter anderem zehn Bäume im Bereich der Ehmannstraße, die aufgrund von Juchtenkäfer- und weiteren Vorkommen Anfang 2015 nicht gefällt werden durften. Alternative Bauverfahren würden erwogen. Der Abschnitt gilt laut Bahnangaben als zeitkritisch für das Projekt. Um Bäume im Bereich des Neckarportals (in einem FFH-Gebiet) zu fällen, ist eine Genehmigung der Europäischen Union erforderlich. Sollte diese im Januar 2017 nicht vorliegen, drohe eine siebenmonatige Verzögerung (Stand: November 2016). Die EU-Kommission nahm mit Datum vom 30. Januar 2018 Stellung. Der Planänderungsbescheid für die am 10. August 2015 beantragte 17. Planänderung im PFA 1.5 erging mit Datum vom 8. Februar 2018. Damit können etwa 100 Gehölze am Hang unterhalb des Schlosses Rosenstein gefällt werden, darunter sechs Juchtenkäfer-Verdachtsbäume. Die Fällung begann am 12. Februar 2018 und wurde am 15. Februar 2018 abgeschlossen. Juchtenkäfer oder deren Larven wurden nicht gefunden. Mit einem symbolischen Baggerbiss begann am 4. Dezember 2018 der Vortrieb am Neckarportal Richtung Rosenstein. Insgesamt stand zu diesem Zeitpunkt noch der Bau von 969 m zweigleisigem Tunnel aus. Der Vortrieb endete mit dem Durchschlag der Weströhre im Februar 2020.
Am 8. November 2021 wurde, am Portal Rosenstein, der letzte Block des S-Bahn-Tunnels betoniert.

### Betrieb
Das Bauwerk ist wesentlicher Bestandteil der Strecke 4715, die den Hauptbahnhof mit Bad Cannstatt verbindet.
Eine Verkehrsprognose erwartet für das Jahr 2025 ein Verkehrsaufkommen (Querschnittsbelastung) von rund 24.000 Reisenden pro Tag. Das Betriebsprogramm für den 2011 durchgeführten Stresstest zu Stuttgart 21 sieht ein Grundangebot von 4 Zügen pro Stunde und Richtung durch den Tunnel vor, davon 3,5 Regionalzüge sowie eine zweistündliche Fernverkehrslinie. Zur Spitzenstunde waren (stadteinwärts) fünf zusätzliche Züge vorgesehen.
Der im Oktober 2018 vorgelegte erste Gutachterentwurf für den Deutschland-Takt (für das Jahr 2030) sieht ein Angebot von 5,5 Zügen pro Stunde und Richtung durch den Tunnel vor, davon einen Fernverkehrszug und 4,5 Regionalverkehrszüge. Zusätzliche Züge zur Hauptverkehrszeit sind darin noch nicht berücksichtigt. Der im Mai 2019 vorgelegte zweite Gutachterentwurf enthält dieselbe Zahl von Zügen.
In dem im Juni 2020 veröffentlichten dritten Gutachterentwurf sind insgesamt sieben Fern- und Regionalzüge pro Stunde und Richtung zwischen Bad Cannstatt und dem Hauptbahnhof geplant.

## Technik
Der Oberbau soll UIC-60-Schienen auf einer Festen Fahrbahn aufnehmen. Der Auftrag für den Oberbau, der u. a. auch die Tunnelsicherheitsbeleuchtung, Energieversorgung und Kabelverlegung sowie Türen mit einschließt, wurde im Februar 2019 ausgeschrieben. Der entsprechende Vertrag, mit einer Auftragssumme von 46 Millionen Euro, wurde am 15. Juni 2020 mit einer Bietergemeinschaft der Unternehmen Eiffage und Wittfeld geschlossen. Er beinhaltet, zusammen für die Tunnel Feuerbach und Bad Cannstatt, u. a. ca. 14 km Feste Fahrbahn und ca. 3,1 km leichtes Masse-Feder-System.
Die im Tunnel vorgesehenen Ks-Signale sollten ursprünglich aus einem neuen Elektronischen Stellwerk (ESTW-A) am Hauptbahnhof gesteuert werden. Im Zuge der Entwurfsplanung sollte darüber hinaus entschieden werden, ob im Tunnel Linienzugbeeinflussung oder ETCS Level 2 zum Einsatz kommen soll. Im Zuge des Digitalen Knotens Stuttgart sind inzwischen ein Digitales Stellwerk, ETCS sowie automatisierter Fahrbetrieb vorgesehen. Dabei ist eine Ausrüstung mit ETCS Level 2 „ohne Signale“ geplant. Der Tunnel gehört zum Stell- und RBC-Bereich Fernbahn, der von einem in Waiblingen entstehenden Bedien- und Technikstandort gesteuert werden soll.
Der Fahrdraht soll an Hängesäulen befestigt werden.

## Sicherheitskonzept
Die beiden Röhren des Tunnels sind im Abstand von höchstens 500 m durch Querschläge miteinander verbunden.

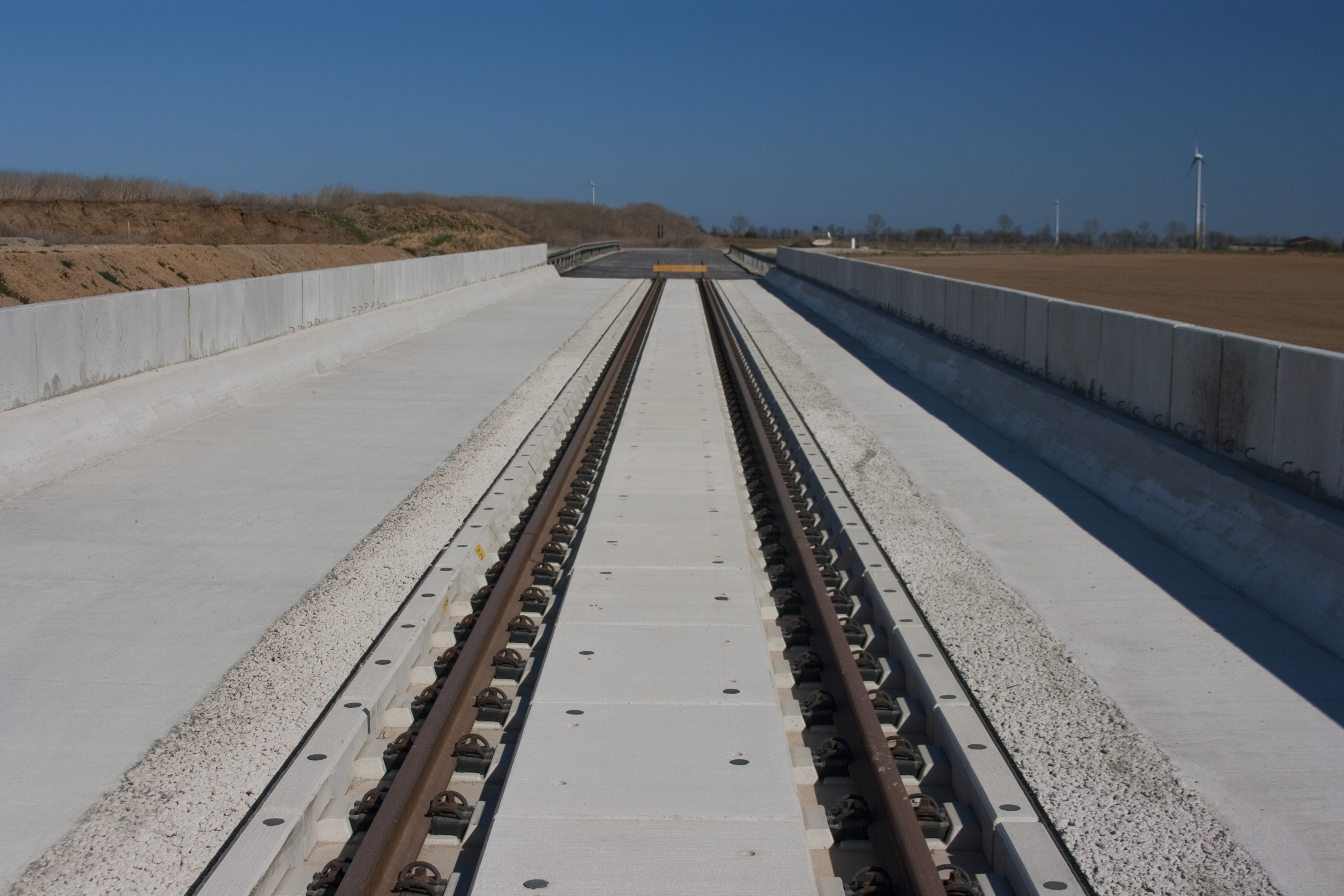
Versuchsstrecke für eine mit Straßenfahrzeugen befahrbare feste Fahrbahn (Osterbergtunnel, 2012)

Von einem Zufahrtsweg des Abstellbahnhofs führt eine etwa 90 m lange Rampe mit 10 % Gefälle zum Tunnel im Bereich des Kreuzungsbauwerks Ehmannstraße. Die Feste Fahrbahn soll für Rettungsfahrzeuge befahrbar ausgeführt werden.
Die Lampen der batteriegestützten Sicherheitsbeleuchtung sollen im Längsabstand von 18 m in einer Höhe von 2,50 m errichtet werden.
Im Bereich der Heilbronner Straße, an der Werner-Siemens-Schule, soll darüber hinaus ein Entrauchungsbauwerk entstehen, um im Brandfall den Hauptbahnhof, dessen Gleisvorfeld sowie die zweigleisigen Tunnelbereiche zu entrauchen. Über einen rund 40 m tiefen und 6,20 m breiten Schacht werden die beiden Fahrtunnel erreicht.
Die Stuttgarter Branddirektion kritisierte die Zusammenführung der beiden eingleisigen Röhren zu einem zweigleisigen Tunnel und forderte eine Abtrennung der Röhren, um die Röhren im Brandfall rauchfrei halten zu können.
Im Zuge einer Neuordnung des Brandschutzkonzeptes kündigte die Deutsche Bahn im Februar 2016 an, eine Nassleitung zu realisieren, die von Pumpenstationen im Hauptbahnhof befüllt werden soll. Durch eine Zirkulationspumpe am Tunnelportal soll ein Gefrieren des Wassers bei Frost vermieden werden. Im März 2020 beantragte das Unternehmen eine Umstellung der Trocken-Löschwasserleitung auf eine teilbefüllte Nasslöschwasserleitung.